# Vương quốc Ptolemy
Vương quốc Ptolemy ra đời với cuộc chinh phục của Alexandros Đại Đế năm 332 TCN. Alexandros Đại Đế mang đến Ai Cập văn hóa Hy Lạp với các quan lại đa số là người Hy Lạp. Sau khi Alexandros qua đời năm 323 TCN, đế quốc của ông tan vỡ. Đất Ai Cập về tay tướng Ptolemaios. Tướng này trở thành vua Ptolemaios I Soter và khởi đầu nhà Ptolemaios, một triều đại tồn tại gần 300 năm trước khi kết thúc với vị nữ hoàng nổi tiếng Cleopatra VII.
Giai đoạn (332 TCN - 30 TCN) trong lịch sử Ai Cập cũng được chia như sau: 1) Thời Ai Cập thuộc Macedonia (332 TCN - 305 TCN) vì cho đến năm 305 TCN tướng Ptolemaios chưa xưng vương mà vẫn cai trị nhân danh các vua nối nghiệp Alexandros Đại đế. 2) Thời "Ai Cập Ptolemaios" (305 TCN - 30 TCN) với khuynh hướng coi nhà Ptolemaios như một triều đại địa phương. Các vua nhà Ptolemaios cũng xưng là pharaon như vua bản xứ để giảm bớt tinh thần bài ngoại của người gốc Ai Cập.
Tuy nhiên, toàn thể giai đoạn (332 TCN - 30 TCN) có thể xem là thời Ai Cập lệ thuộc Hy Lạp vì các lý do sau: 1) Các vua khởi đầu (Alexandros Đại đế và Ptolemaios I Soter) đều sinh trưởng ở những vùng đất thuộc văn minh Hy Lạp, và họ thấm nhuần văn hóa Hy Lạp. 2) Chính quyền được dựng lên bởi một đoàn quân căn bản là người tộc Hy Lạp. 3) Trong thời kỳ này Ai Cập bị Hy Lạp hóa khá nhiều.

## Các nhân vật và thời kỳ

### Alexandros Đại đế (332 TCN - 323 TCN)

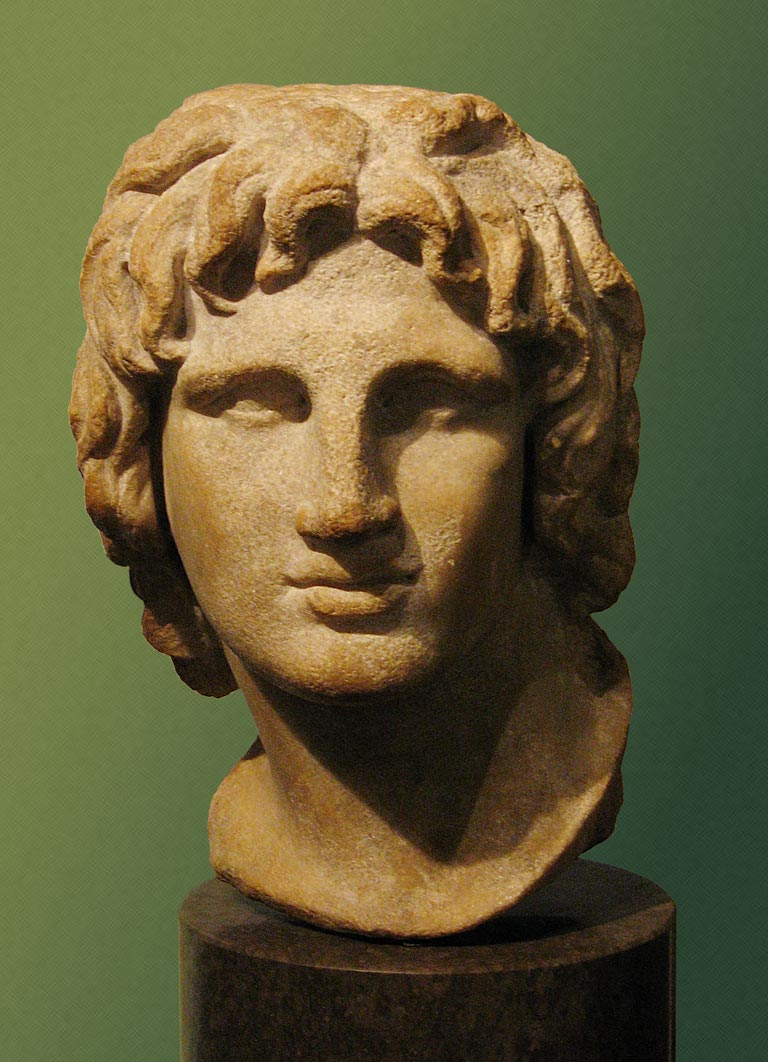
Tượng Alexandros Đại đế ở Bảo tàng Anh Quốc, Luân Đôn.

Vào khoảng năm 500 trước Công nguyên, người Hy Lạp chia thành nhiều vương quốc và thành bang nhỏ sinh sống tập trung ở bán đảo Thổ Nhĩ Kỳ và bán đảo Hy Lạp. Lúc ấy đế quốc Ba Tư đang rất hùng mạnh, nên nhiều lần tiến đánh họ. Một số thành bang ở bán đảo Hy Lạp như Athena, Sparta, đã đoàn kết và đánh lui được quân Ba Tư một cách vẻ vang, nhưng ở bán đảo Thổ Nhĩ Kỳ và nhiều nơi khác thuộc châu Âu thì họ bị người Ba Tư đô hộ. Qua mấy thế hệ, người Hy Lạp ngày càng nuôi chí đánh chiếm lại Ba Tư để phục thù.
Dưới thời vua Philippos II (382 TCN - 336 TCN), cha của Alexandros Đại đế, xứ Macedonia ngày càng hùng mạnh. Nhiều nước tộc Hy Lạp mới tôn Macedonia làm minh chủ, thảo kế hoạch liên quân Macedonia - Hy Lạp đi xâm lăng Ba Tư. Philipos II thấy mình chưa đủ mạnh, nên có ý chần chờ. Đến đời Alexandros Đại đế thì mới khởi binh.
Alexandros Đại đế (356 TCN - 323 TCN), đã chinh phạt đế quốc Ba Tư, và đánh bại vua Darius III tại trận Issus năm 333 TCN và vào đến Ai Cập năm 332 TCN. Lúc bấy giờ quan thống đốc ('satrap') Ai Cập là Mazaces mở rộng cửa giao Ai Cập cho Alexandros. Alexandros không phải đánh trận nào, lại còn được Mazaces đánh dùm một đoàn quân đánh thuê người Hy Lạp đang phục vụ đế quốc Ba Tư.
Dân chúng Ai Cập vốn ghét người Ba Tư đã ngạo mạn khinh dễ tông miếu, thần linh xứ họ, nên tiếp đón Alexandros nồng nhiệt. Vị vua 24 tuổi này biết khôn khéo tránh điều lầm lỗi của người Ba Tư, đã vào đền Ptah tế lễ và lên ngôi 'pharaon'. Ông đi hành hương ở ốc đảo Siwa, và tại đây được đồng cốt ứng nói ông là con của thần Amon-Ra . Tên tiếng Hy Lạp của ông vốn là "Alexandros", ông được gọi bởi dân Ai Cập là 'pharaoh' "Alexandres".
Năm 331 TCN, ông ra lệnh xây hải cảng Alexandria, với ý định đặt thành phố này làm thủ đô. Rồi ông rời Ai Cập để tiếp tục cuộc chinh phạt. Những năm kế tiếp, ông chỉ thực sự đóng đô tại các thành phố Susa, Ecbatane và Babylon ở Iran và Iraq.
Alexandros Đại đế đã chiếm được trọn đế quốc Ba Tư, nhưng vào năm 323 TCN, ông mất khi tuổi mới 33 tại Babylon. Vài tháng trước khi mất, ông tập trung lực lượng để chuẩn bị mở rộng thêm bờ cõi. Quân sĩ của ông đã quá chán vào sinh ra tử để phục vụ giấc mộng bá chủ hoàn cầu của ông, nên đã nổi loạn. Trong cuộc loạn đó, họ đã hô những khẩu hiệu như: 
"Ông muốn chinh phục thêm thì cứ việc! Nhưng khỏi kêu bọn tôi! Chỉ mình ông và cha ông là thần Amon cũng đủ!".
Điều này chứng tỏ rằng Alexandros Đại đế dù xa Ai Cập lâu ngày, nhưng vẫn thường xuyên nói mình là con của thần Amon xứ Ai Cập.

### Cleomenes của Naucratis (331 TCN - 323 TCN)
Khi rời Ai Cập, vị vua trẻ đã giao vùng Cyrenaica nay thuộc đông bộ Libya cho Appollonios cai quản. Đất Ai Cập được chia làm ba phần, hai phần trong nội địa giao cho hai người Ai Cập cầm quyền, còn vùng châu thổ sông Nile và duyên hải giao cho các tướng Peucestas, Balacros, Pantaleon, Lycidas và đô đốc Polemon, cộng tác với quan "nomarch" lo việc thu thuế là Cleomenes. Dần dần, tất cả quyền chính ở Ai Cập đều vào tay Cleomenes. Để phân biệt với những người trùng tên, người ta gọi ông là "Cleomenes của Naucratis" theo cách thông dụng xưa ở Hy Lạp. Naucratis là tên thành phố ông cư ngụ.
Cleomenes là người tham lam. Có lần ông quỵt không trả một tháng tiền lương của lính. Ông đầu cơ tích trữ, chờ lúc thất mùa (năm 329 TCN) thì bán lúa mì giá thật cao, lại tăng thuế xuất khẩu thực phẩm đi Hy Lạp. Ông cũng đánh thuế rất cao các loài thú mà tín ngưỡng cổ Ai Cập coi là "linh vật" nên các tu sĩ Ai Cập oán giận lắm. Nhiều người Ai Cập gởi đơn khiếu nại đến Alexandros Đại đế. Alexandros cho Cleomenes chuộc tội bằng cách tiếp tục xây thành Alexandria và xây đền thờ thần Hephestion.
Thành phố Alexandria mới xây, thiếu người ở. Cleomenes đánh thuế thật cao dân chúng thành Canopus gần đó. Ai không nộp thuế nổi phải di cư sang Alexandria.

### Thống đốc Ptolemaios và chiến tranh Diadochi (323 TCN - 305 TCN)
Alexandros Đại đế qua đời vào tháng 6 năm 323 TCN. Các tướng lãnh và đại thần hội nghị ở Babylon, tôn người anh khác mẹ của Alexandros là Philipos III (359 TCN - 317 TCN) - lớn hơn Alexandros 3 tuổi - nối ngôi. Philipos III trí khôn vốn kém phát triển từ thuở bé, nên chỉ làm vua lấy vì. Quyền nhiếp chính ở tay tướng Perdikkas. Hội nghị cũng quyết định sẽ tôn một đứa con còn là bào thai - của một hoàng phi người Hy Lạp - của Alexandros Đại đế khi nào sinh là Alexandros IV (323 TCN - 308 TCN) lên ngôi.
Hội nghị Babylon cũng bổ nhiệm một số thống đốc tỉnh, vẫn gọi là chức satrap theo hệ thống hành chính Ba Tư. Đất Ai Cập được giao cho tướng Ptolemaios, một trong 7 vị cận thần của Alexandros Đại đế. Việc làm quan trọng đầu tiên khi Ptolemaios đặt chân vào Ai Cập vào cuối năm 323 TCN là ông cho xử án và tử hình Cleomenes, người phó thống đốc của mình. Cleomenes chết, Ptolemaios vừa loại trừ được một kình địch, vừa được lòng dân và quân sĩ đất Ai Cập.
Việc làm quan trọng thứ nhì của Ptolemaios là chiếm vùng Cyrenaica ở đông bộ Libya. Việc này tuy nằm trong kế hoạch đã được các tướng bàn thảo tại Babylon, nhưng có lẽ ông đã thực hiện và thành công quá sớm, làm chấn động các tướng khác, nhất là quan nhiếp chính Perdikkas, khiến loạt chiến tranh Diadochi (322 TCN - 301 TCN) đã bùng nổ. Lần đầu tiên trong lịch sử, một cuộc chiến đã liên can đến nhiều vùng của cả ba châu Á, Âu, và Phi.
Được Olympias, mẹ của Alexandros Đại đế, mời về Macedonia để loại trừ quan giám quốc Antipatros, tướng Perdikkas thừa dịp về ngay để tiến hành thêm mưu định của ông: 1) Cưới Kleopatra của Macedonia (khoảng 356 TCN - 308 TCN), chị/em gái của Alexandros Đại đế. 2) Tổ chức đám tang Alexandros tại quê nhà, và, lên ngôi vua. Không may cho Perdikkas, nhiều việc xảy ra ngoài sự tiên liệu, ông ứng biến vụng về mà độc đoán, làm mất lòng dân, và mất lòng công chúa Kleopatra, khiến bà  nhất quyết không ưng ông. Còn linh cữu của Alexandros Đại đế về đến Syria thì gặp Ptolemaios đem đại quân đến rước, phải đổi hướng đi Ai Cập. Ptolemaios cho tạm táng Alexandros Đại đế tại Memphis, trong khi cho xây lăng quy mô ở Alexandria.
Perdikkas giận Ptolemaios đoạt linh cữu, đem binh thủy bộ đánh Ai Cập năm 321 TCN. Quân Perdikkas không lấy nổi thành Peluse, thành "Bức Tường Lạc-Đà" và cũng không qua nổi sông Nile. Perdikkas hống hách, bị giết trong lều bởi hai tướng theo tùng chinh là Peithon và Seleukos.

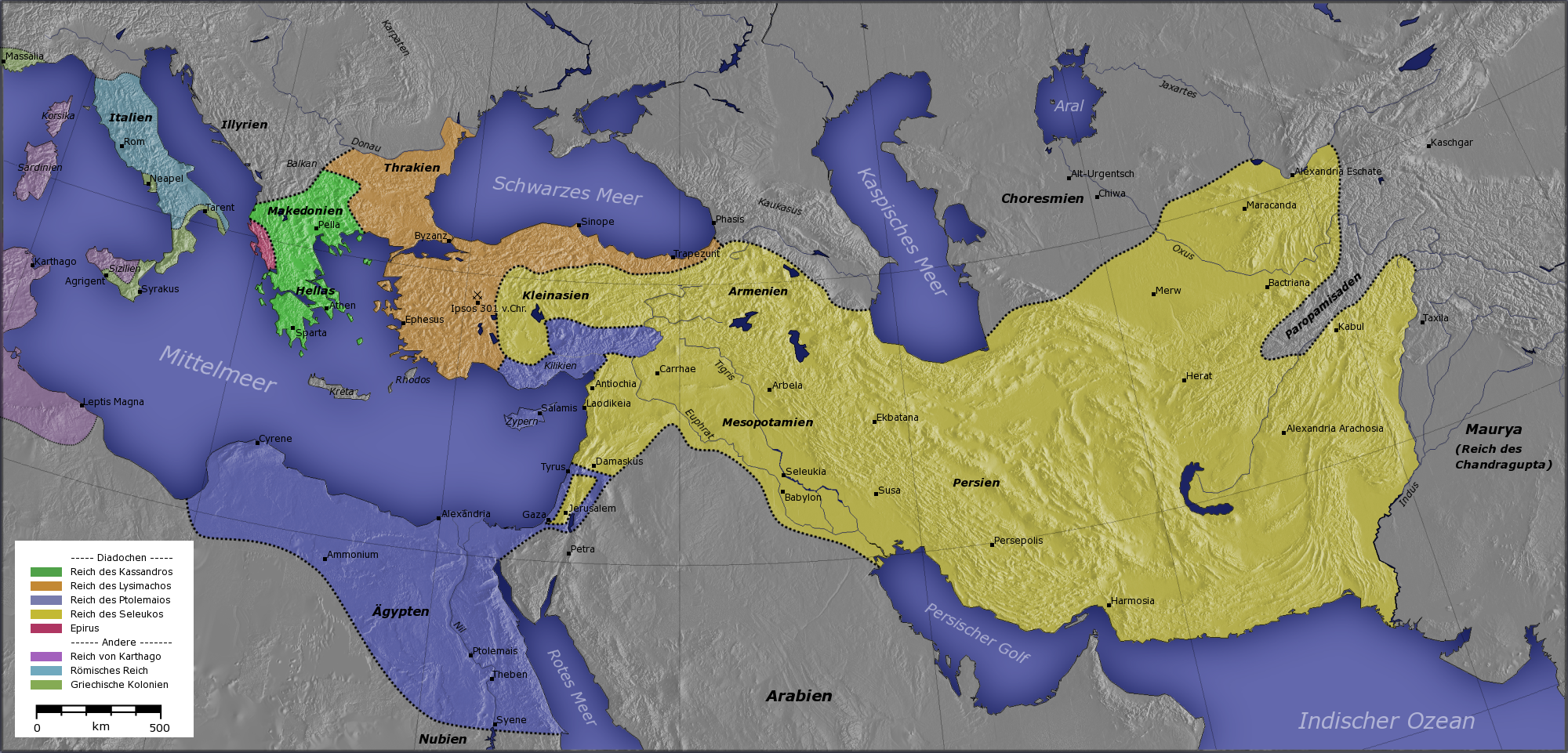
Vương quốc của Ptolemaios
Các vương quốc diadochi khác:
Vương quốc của Kassandros
Vương quốc của Lysimachos
Vương quốc của Seleukos
Ipiros
Các lãnh thổ khác:
Carthage
La Mã
Các thuộc địa của tộc Hy Lạp

Lãnh thổ của tướng Ptolemaios rộng lớn không thua lãnh thổ của một vài pharaon vĩ đại nhất, với miền đông Libya, Palestine, Syria, nhiều vùng đất trên bán đảo Thổ Nhĩ Kỳ, đảo Kypros và nhiều đảo ở biển Aegean. Trong chiến tranh Diadochi (322 TCN - 301 TCN) và cuộc chiến không tên sau đó, ông đã được và mất nhiều vùng, nhưng Ai Cập thì luôn giữ được.
Năm 308 TCN, có lẽ với ý định dốc toàn lực chiếm Hy Lạp và Macedonia, tướng Ptolemaios đã bỏ Alexandria mà dời triều đình và bộ tham mưu sang đảo Cos. Năm 305 TCN, hải quân ông bị hải quân của tướng Demetrios đánh bại tại Salamis ở Cyprus  khiến ông bị mất thế bá chủ trên biển ở miền đông Địa Trung Hải. Trọng tâm của ông lại được dời về Ai Cập.

### Pharaon Ptolemaios I Soter (305 TCN - 282 TCN)

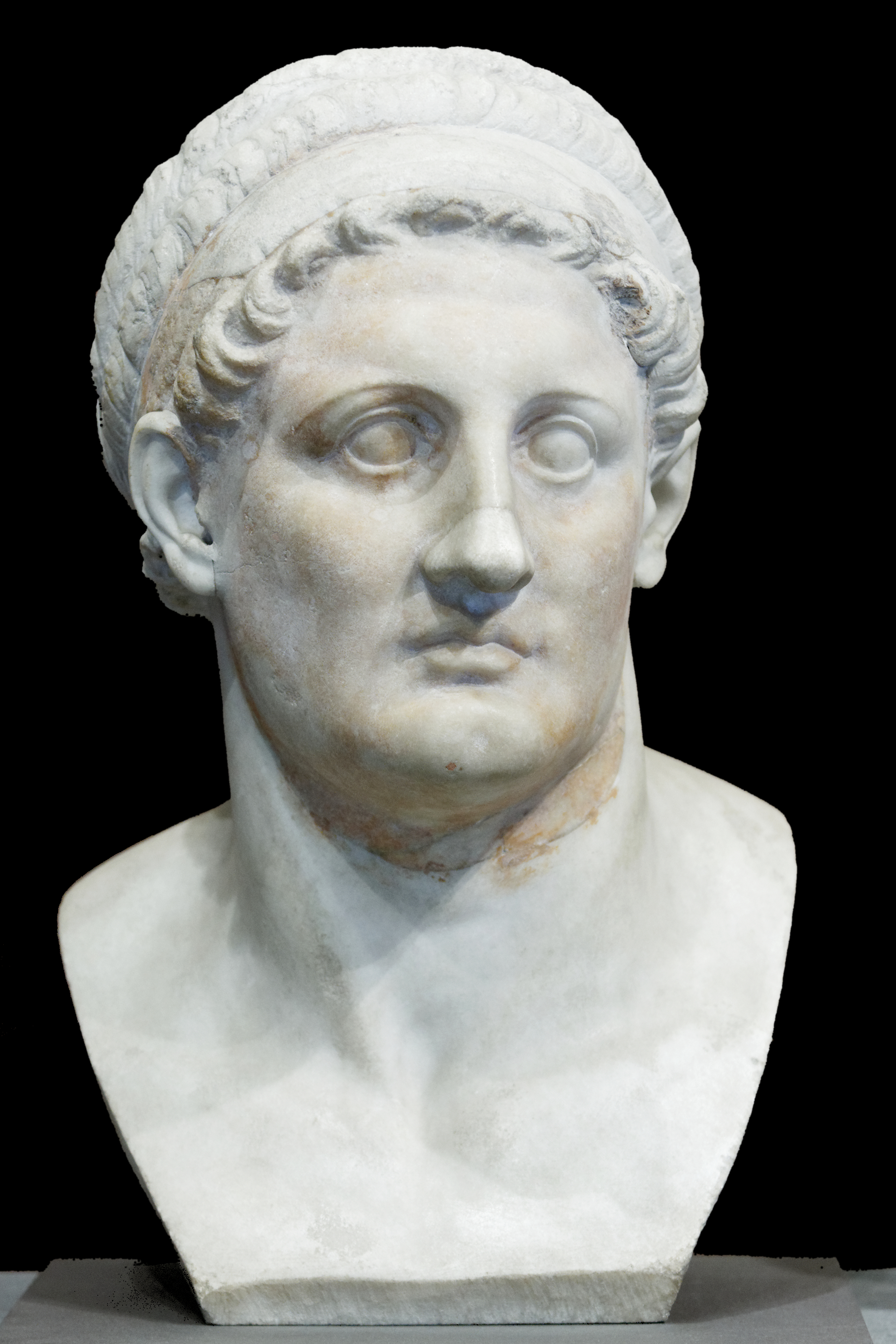
Tượng Ptolemaios Soter ở viện bảo tàng Louvre, Pháp.

Ptolemaios, cũng như các "sứ quân" diadochi đều muốn lợi dụng danh nghĩa của gia đình Alexandros Đại đế để thống nhất đế quốc. Nhưng từng người một trong gia đình này đều gặp phải một chung cuộc không tốt do cuộc chiến tranh quyền này. Năm 317 TCN, Olympias đánh thắng con ghẻ là vua Philipos III, rồi cho lính giết vua, khi đó Philipos mới 42 tuổi. Sau đó, Olympias ép Eurydice, hoàng hậu của Philipos III phải tự tử. Công chúa Kleoptatra lần lượt được hỏi cưới bởi các "sứ quân" Kassandros, Lysimachos, Antigonos nhưng bà không ưng. Cuối cùng bà ưng tướng Ptolemaios nhưng bị tướng Antigonos giết năm 308 TCN trước khi gặp được Ptolemaios để cử hành hôn lễ. Roxana - vợ Alexandros Đại đế - và tự quân Alexandros IV thì bị tướng Kassandros cho người giết chết cũng năm 308 TCN (có tài liệu cho là 311, 310 hoặc 309 TCN). Heracles, con tư sinh của Alexandros Đại đế và tiểu thơ Barsine, con gái quan thống đốc satrap tỉnh Phrygia được quan nhiếp chính Polyperchon rước toan tôn làm vua, nhưng tướng Kassandros mua chuộc được Polyperchon, khiến Polyperchon giết cả mẹ con Barsine và Heracles năm 308 TCN.
Năm 306 TCN, tướng Antigonos xưng basileos (vua), khiến các tướng khác lần lượt làm theo. Ptolemaios cũng xưng pharaon năm sau (305 TCN). Năm đó, ông đem quân đến đảo Ródos. Ở đó, họ gọi ông là "cứu tinh", tiếng Hy Lạp gọi là "Soter". Vì vậy, ông được gọi là Ptolemaios Soter từ đó. Cùng năm đó, Kassandros xưng basileos ở Macedonia, và Seleukos xưng basileos ở các vùng Syria, Iraq, Iraq, Afghanistan và phụ cận.

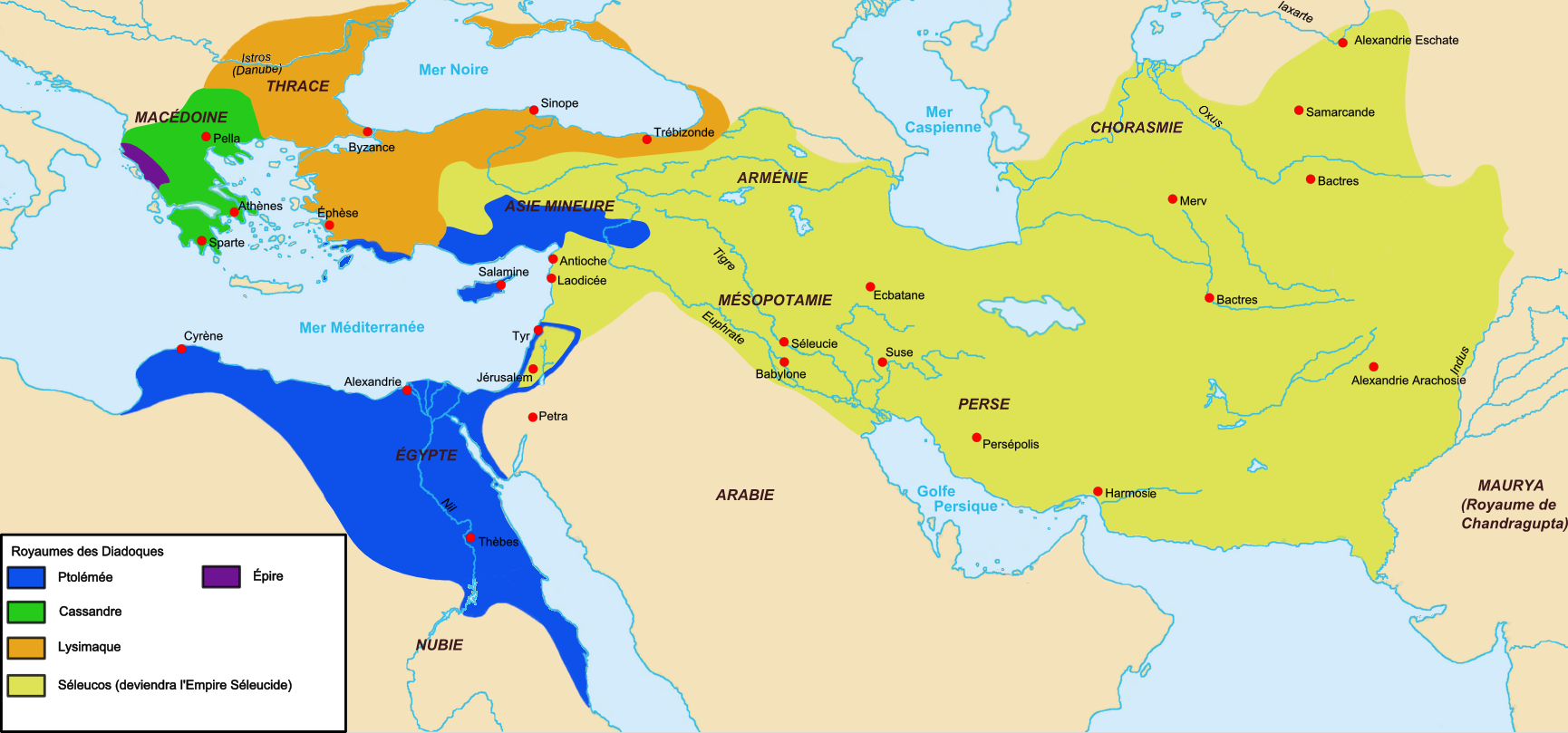
Vương quốc của họ Ptolemaios và các lân bang năm 301 TCN.

Ptolemaios I Soter, ngoài công trình khởi nghiệp, cũng là vị vua vĩ đại nhất của nhà Ptolemaios, với những xây dựng của ông. Vào khoảng năm 297 TCN, ông đã cho khởi xây ngọn hải đăng Alexandria, kỳ quan thứ bảy của thế giới. Khoảng năm 290 TCN, ông cho xây "Museion", trong đó có một viện đại học, một viện hàn lâm và thư viện Alexandria với khoảng 400.000 quyển sách vào lúc bắt đầu hoạt động.
Năm 285 TCN, Ptolemaios I Soter lập con trai của quý phi Berenice I là Ptolemaios II Philadelphos làm vua chung với ông. Hai cha con cùng trị vì đến năm 283 TCN thì Ptolemaios I Soter qua đời, hưởng thọ 84 tuổi.

### Ptolemaios Keraunos
Ptolemaios Keraunos, con trai của nguyên phi Eurydice, không được truyền ngôi, nên oán giận, chạy sang vương quốc Seleukos ở Á Châu nhờ giúp đỡ. Thời cuộc đưa đẩy, ông được nối ngôi cậu là Kassandros làm vua Macedonia năm 281 TCN. Được làm vua rồi thì lòng tự ái của ông thỏa mãn, nên ông không đánh Ai Cập, mà lại hoà thuận với em trai là vua Ptolemaios II Philadelphos của Ai Cập.

### Pharaon Ptolemaios II Philadelphos (285 TCN - 246 TCN)
Ptolemaios II là vua đầu tiên của nhà Ptolemaios được các giáo sĩ Ai Cập làm lễ tôn làm pharaon. Ông lại được lòng người Ai Cập hơn nữa khi ông noi theo tích thần vương Osiris kết duyên với em gái là thần Isis - cưới chị là Arsinoe Philadelphos và cả hai cùng làm "con thần" ngự trị xứ Ai Cập. Khi mới lên ngôi, ông cất quân đánh Vương quốc Meroë và chiếm được vùng Hạ Nubia.
Người hoàng hậu đầu tiên của ông là Arsinoe I, con gái vua Lysimachos xứ Thrace, bị ông truất phế, để tấn phong Arsinoe II là chị cùng cha cùng mẹ với ông. Cổ tục Hy Lạp cấm điều này, mà chỉ cho phép anh hoặc chị em cùng cha khác mẹ lấy nhau. Người Macedonia và Hy Lạp xem điều này là đặc biệt, nên đặt cho cả ông lẫn hoàng hậu Arsinoe II ngoại hiệu "Philadelphos", có nghĩa là "người lấy anh/em trai" và "người lấy chị/em gái". Từ đấy trở đi, việc anh hoặc chị em trong gia đình hoàng tộc lấy nhau - theo tục lệ Ai Cập - và cùng trị nước trở thành thông lệ trong triều đại Ptolemaios.
Arsinoe II là người có tiếng tàn ác và thích mở rộng lãnh thổ. Bà lớn hơn vua Ptolemaios II đến 7 tuổi, nhưng vì say mê bà, vua Ptolemaios II đã chăm lo thôn tính các lân bang. Ông chiếm lại được nhiều vùng đất mà tiên vương Ptolemaios I Soter đã mất vào giai đoạn chiến tranh Diadochi lần thứ tư (308 TCN - 301 TCN) và đô hộ thêm nhiều vùng đất khác. Ông giành thắng lợi mau lẹ trong cuộc chiến tranh Kế vị Syria (280 TCN - 279 TCN) chống vua Antiochos I Soter nhà Seleukos ở Tây Á. Sau đó, trong cuộc chiến tranh Syria lần thứ nhất (274 TCN - 271 TCN) chống nhà Seleukos, ông lại toàn thắng và đánh lui cuộc xâm lược của vua Magas vùng Cyrenaica - đồng minh của Antiochos I. Nhà thơ Theokritos, trong tác phẩm "Tuyên dương Ptolemaios", đã liệt kê các sắc dân trong vương quốc của ông: người Ethiopia da đen, người quần đảo Cyclades ngoài khơi Hy Lạp, người Ả Rập (ở bán đảo Sinai và các vùng lân cận), người Cyrenaica, nhiều sắc dân ở Tiểu Á.
Trong cuộc chiến tranh Syria lần thứ hai (260 TCN - 253 TCN), hải quân ông bị hải quân vua Antigonos II Gonatas xứ Macedonia đánh bại ngoài đảo Cos. Tuy vậy, Ai Cập vẫn là cường quốc hải quân mạnh nhất trên biển Aegean và Đông Địa Trung Hải. Sau những thất bại ngoài khơi Tiểu Á, Ông ký hoà ước với vương quốc Seleukos, điều khoản như sau: ông gả con gái là Berenice, con của hoàng hậu Arsinoe I cho vua nhà Seleukos là Antiochos II Soter, với một gia tài khổng lồ làm của hồi môn. Ngược lại, vua Antiokhos II phải từ hôn và truất phế hoàng hậu Laodice I, và phải lập con tương lai của công chúa Berenice làm đông cung thái tử.
Sự xa hoa của triều đình Alexandria đạt đến cao điểm vào thời ông. Vài tài liệu như "Bài thơ dã tình (Idylle) thứ XV" của Theokritos kể lại những buổi lễ hội rước thần thật linh đình.

### Pharaon Ptolemaios III Euergetes (246 TCN - 222 TCN)
Ngoại hiệu Euergetes tiếng Hy Lạp có nghĩa là "hoà dịu", phản ánh bản tính của vua Ptolemaios III. Ông là người chuộng thi văn, khoa học, là môn đồ và bạn của những danh nhân như Apollonios của Rhodes, Eratosthenes, đều là viện trưởng thư viện Alexandria. Nhưng thời cuộc đã khiến ông trở thành vị pharaon có lãnh thổ rộng lớn nhất từ khi Ai Cập có lịch sử.
Ông lên ngôi cùng năm với cái chết của vua Antiokhos II nhà Seleukos. Hoàng hậu Laodice, bị truất phế, lập mưu đầu độc được Antiochos II, và lập con của bà là Seleukos II lên ngôi. Ptolemaios III tuyên chiến ngay với Seleukos II, và đem quân đi cứu người chị là Berenice. Cuộc chiến tranh Syria lần thứ ba (246 TCN - 241 TCN) bắt đầu. Dù chiếm được Seleucia và Antioch, Ptolemaios III không cứu được mẹ con Berenice, nhưng nhờ Ptolemaios III dùng kế giả danh Berenice còn sống, nên ông không phải đánh trận nào mà chiếm được từ dãy núi Taurus, qua các vùng Babylonia, Susiana, Media,... cho đến biên giới Ấn Độ và Trung Á.
Những vùng đất mênh mông này ông chỉ giữ được trong một thời gian phù du ngắn ngủi. Năm 245 trước Công nguyên, quân Seleukos vượt dãy Taurus ở phía Nam, buộc quân Ptolemaios phải triệt thoái. Vua Antiogonos II Gonatas xứ Macedonia cũng tấn công các lãnh thổ của Ptolemaios III ven biển Aegean và đánh bại hải quân ông ở quần đảo Cyclades năm 245 TCN, khiến ông phải bỏ mà rút về, chỉ giữ lại hai thành Seleucia và Antioch ở Syria. Năm 243 trước Công nguyên, quân Ptolemaios đánh bại cuộc Nam chinh của Seleukos II. Và, hải quân của ông vẫn kiểm soát biển Aegean.

### Pharaon Ptolemaios IV Philopator (222 TCN - 204 TCN)
Với pharaon Ptolemaios IV Philopator, nhà Ptolemaios bước vào một thời kỳ suy vi kéo dài hơn 100 năm. Philopator lên ngôi lúc khoảng 18 tuổi, tin dùng đôi nịnh thần là Agathocles và em gái là Agathoclea. Hai người này là thầy tế của tín ngưỡng thờ thần Dionysos. Pharaon Philopator không mấy quan tâm về việc trị dân, mà chỉ chú trọng về việc tổ chức những cuộc hành lạc tập thể để dâng lên thần Dionysos. Những người Hy Lạp "theo xưa" của thời bấy giờ coi là điều bại hoại phong tục và lấy làm chua xót.
Nghe lời hai nịnh thần, pharaon Philopator đã phạm tội ác vô luân: giết em trai là Magas vì hoàng tử này được lòng quân sĩ, rồi lại giết mẹ là Berenice vì bà bị nghi rằng đã bênh vực hoàng tử Magas. Pharaon Philopator cũng tin dùng một nịnh thần khác là Sosibios, và Sosibios đã bức tử nhiều nhân vật có tăm tiếng ở Alexandria.
Pharaon Philopator cũng cưỡng bách dân chúng thờ thần Dionysos. Ông đã cho xử tử nhiều tín đồ Do Thái giáo ở Alexandria đã không tuân theo lệnh này.
Năm 221 trước Công nguyên, vua nhà Seleukos ở Tây Á là Antiokhos III xua quân tiến công các lãnh thổ của Ai Cập ở Syria, nhưng phải rút về do có loạn ở chính quốc. Cuộc chiến tranh Syria lần thứ tư (219 TCN - 217 TCN) vãn hồi phần nào sự đoàn kết trong lãnh thổ. Lúc ấy Antiochos III đã chiếm lại thành phố Seleucia (vào tay nhà Ptolemaios năm 245 TCN), và chiếm dần các vùng đất ở Syria, Liban và Palestine. Triều đình Alexandria một mặt dùng các cố gắng ngoại giao để làm chậm bước tiến của quân địch, một mặt ngầm tăng cường quân đội, và phá lệ, tuyển mộ rất nhiều quân Ai Cập. Đến năm 217 TCN họ có được một lực lượng đông 77.000 quân để đưa ra trận, trong đó có 20.000 người Ai Cập. Quân của Antiokhos III đông 68.000, với thành phần phức tạp hơn vì đến từ nhiều chủng tộc hơn.
Hai bên gặp nhau tại trận Raphia gần Gaza ngày 22 tháng 6 năm 217 TCN. Pharaon Philopator cầm đầu cánh quân tả, giao chiến với vua Antiokhos III chỉ huy cánh quân hữu của đối phương. Hoàng hậu Arsinoe III, vợ và em gái của pharaon Philopator cưỡi ngựa chiến đấu sát cánh bên chồng, nhưng cả hai không địch nổi Antiokhos III, phải bỏ chạy. Nhờ có tướng chỉ huy cánh hữu là Echecrates khéo tùy cơ ứng biến, quân nhà Ptolemaios chuyển bại thành thắng. Trong 3 tháng kế tiếp, Pharaon Philopator chiếm lại hết các vùng đất ở Palestine, Liban và Syria trong tay quân Seleukos, chỉ trừ thành Seleucia.
Trận Raphia cho Antiokhos III những bài học quý giá và chí phấn đấu phục thù, khiến ông trở thành một nhà chinh phục lớn, và được biệt hiệu "Đại đế" (Megas). Những thành công đó đưa ông trở lại đánh Ai Cập trong cuộc chiến tranh Syria lần thứ năm (202 TCN - 195 TCN) sau cái chết của pharaon Philopator. Ngược lại, pharaon Philopator tự mãn, tự đắc, tiếp tục đường lối cũ. Nữ nịnh thần Agathoclea trở thành quý phi của ông. Mưu đồ phế lập nhà Ptolemaios để đưa Agathocles lên thay ngày càng rõ rệt. Pharaon Philopator qua đời năm 204 TCN, lúc tuổi ông mới khoảng 36.
Trận Raphia cũng đem lại nhiều tự tin cho người Ai Cập, đưa đến những cuộc khởi nghĩa lập ra vương triều thứ 35 tiếp theo đó.

### Pharaon Ptolemaios V Epiphanes (204 TCN - 180 TCN)
Pharaon Philopator vừa nằm xuống, đôi nịnh thần Agathocles và Agathoclea lập tức ám sát vợ ông là hoàng hậu Arsinoe III, rồi lập con trai ông là Epiphanes, mới 5 tuổi, lên ngôi, và xưng là giám hộ của vị ấu chúa này.
Thị dân Alexandria thấy hoàng hậu Arsinoe III chết một cách mờ ám, nên không phục Agathocles và Agathoclea. Tướng giữ thành Pelusium là Tlepolemes đem binh về Alexandria cứu giá, được dân chúng Alexandria ủng hộ đông đảo, trừ được Agathocles và Agathoclea.
Bị suy yếu bởi cuộc chiến giành độc lập của người Ai Cập, và nhiều vấn đề khác, vương quốc Ptolemaios liên tiếp mất nhiều lãnh thổ vào tay các lân bang. Năm 200 TCN, vua Philipos V của Macedonia chiếm của nhà Ptolemaios đất Thrace (nay thuộc Bulgaria và Hy Lạp) và đất Hellespont. Vua Antiokhos III xứ Syria thì chiếm đất Coele-Syria (Syria rỗng), Palestine, và các thuộc địa ở Tiểu Á. Nhà Ptolemaios chỉ còn lại đất Cyrene (ở Libya) và đảo Kypros bên ngoài Ai Cập.
Antiokhos III, kẻ đã bại trận Raphia năm xưa, đã bắt đầu tấn công vương quốc Ptolemaios từ năm 202 TCN, khơi cuộc chiến tranh Syria lần thứ năm (202 TCN - 195 TCN). Ông đại phá quân nhà Ptolemaios bên sông Jordan và chiếm hải cảng Sidon. Nhà Ptolemaios cầu cứu ở một thế lực đang lớn mạnh ở phương tây: Cộng hòa La Mã. La Mã sai sứ giả yêu cầu Antiokhos III và Philipos V chấm dứt xâm lăng vương quốc Ptolemaios. Cả hai vua đều từ khước. Năm 197 TCN, La Mã đại phá quân Macedonia của Philipos V tại trận Cynoscephalae, thanh thế lừng lẫy. Nhà Ptolemaios ký hiệp ước liên kết với La Mã, công nhận tự quân Ptolemaios V Epiphanes là con đỡ đầu của nhân dân La Mã. Năm 196 TCN, dưới sự ép buộc của La Mã, Antiokhos III đã hoàn trả tất cả đất đai chiếm được của nhà Ptolemaios.
Năm 195 TCN, cuộc chiến tranh Syria lần thứ năm chấm dứt với một hòa ước và một hôn lễ: Ptolemaios V cưới con gái của Antiokhos III, tấn phong làm hoàng hậu Kleopatra I. Kleopatra I nhậm chức tể tướng năm 187 TCN, và khi chồng chết năm 180 TCN thì bà cầm quyền trị nước thay con.
Đời Ptolemaios V đánh dấu sự kiện các nước thừa kế Alexandros Đại đế bị La Mã vượt qua mặt về quân lực, riêng vương quốc Ptolemaios rơi vào sự thần phục La Mã, và từ đấy mãi thua kém La Mã cho đến ngày bị thế lực này thôn tính.

### Từ Ptolemaios VI đến Ptolemaios XII (180 TCN - 51 TCN)
Ptolemaios VI Philometor lên ngôi năm 180 TCN lúc 6 tuổi, cùng trị vì với mẹ là Kleopatra I. Nhưng chỉ được 4 năm thì Kleopatra I qua đời, và từ đó sự giao hảo với vương quốc Seleukos xấu dần đi. Năm 170 TCN, vua nhà Seleukos là Antiokhos IV xâm lăng Ai Cập, thành ra cuộc chiến tranh Syria lần thứ sáu (170 TCN - 168 TCN). Antiokhos IV chiếm được thành Pelusium và bắt được Ptolemaios VI Philometor. Nhưng triều đình Alexandria tôn em của vua này là Ptolemaios VIII Physcon lên ngôi, rồi phòng thủ thành trì rất nghiêm nhặt. Thấy không chiếm nổi Alexandria, Antiokhos IV thả Ptolemaios VI Philometor ra cho hai anh em tranh ngôi đánh nhau. Hai anh em sớm biết hòa giải, đoàn kết chống lại một cuộc khởi nghĩa người Ai Cập. Thấy Ai Cập còn đang yếu, năm 168 TCN Antiokhos IV lập tức đem quân trở lại và bao vây thành Alexandria. Một hạm đội Seleukos tái chiếm đảo Cyprus. Nhưng La Mã, với một chiến thắng lừng lẫy mới ở trận Pydna, đã ép buộc được Antiokhos IV rút về.
Hai anh em Ptolemaios VI và VIII tiếp tục cai trị chung cho đến năm 164 TCN thì Ptolemaios VIII Physcon đuổi anh, giữ ngôi một mình. Ptolemaios VI chạy sang cầu cứu La Mã. Người La Mã đưa Ptolemaios VI về nước, nhưng lập Ptolemaios VIII Physcon làm vua đất Cyrenaica (bắc bộ Libya). Và như thế bắt đầu một khoảng thời gian dài, mà các vua và nữ hoàng thường cai trị chung, thường tranh ngôi và thời kỳ trị vì của họ thường hay đứt quảng vì bị mất ngôi. Những người kém thế thường cầu cứu bên La Mã, và người La Mã cũng tiện đấy thỉnh thoảng gây tạo chia rẽ trong gia đình Ptolemaios. Cũng có lần người La Mã ép buộc nữ hoàng Kleopatra II phải hòa giải với Ptolemaios VIII Physcon vì họ cần có một thế lực đối trọng với nhà Seleukos đang mạnh trở lại. Lúc ấy là vào năm 145 TCN, lúc Ptolemaios VI mới chiếm lại được miền nam Syria và tử trận ở đấy.
Đối với dân chúng trong lãnh thổ, từ nam Syria đến bắc Libya, thời kỳ có đầy những cuộc tranh ngôi này là những cuộc nội chiến, những vụ tàn sát giữa các phe cánh tranh quyền. Tình trạng bất an này cũng đưa mức đói khổ, trộm cắp, cướp của, giết người lên cao.
Ptolemaios VIII Physcon qua đời năm 116 TCN. Hai con của ông ta chia đất: Ptolemaios IX Soter II nối ngôi ở Alexandria, Ptolemaios Apion thừa hưởng vương quốc Cyrenaica ở bắc bộ Libya. Hai mươi năm sau, Ptolemaios Apion từ trần, di chúc để lại vương quốc Cyrenaica cho nước Cộng hòa La Mã.
Năm 64 TCN tướng La Mã là Pompey diệt nhà Seleukos, biến đất Syria thành tỉnh của La Mã. Năm 58 TCN, La Mã thôn tính đảo Kypros, một thuộc quốc của nhà Ptolemaios, lúc ấy đang do em của Ptolemaios XII Auletes cai trị. Ptolemaios XII Auletes bị lật đổ kế đó. Người La Mã đưa ông ta về nước năm 55 TCN và để quân lại bảo vệ ông ta đến lúc ông ta qua đời năm 51 TCN.

### Nữ hoàng Kleopatra VII Philopator (51 TCN - 30 TCN)
Mùa xuân năm 51 TCN, vua Ptolemaios Auletes mất, con gái ông là Kleopatra cùng em trai là Ptolemaios XIII lên ngôi.
Ít lâu sau, Kleopatra bỏ tên của vua em ra khỏi mọi giấy tờ chính thức, và tiền xu chỉ in hình bà. Năm 48 TCN, một nhóm người do Theodotos, hoạn quan Pothinos và tướng Achillas cầm đầu, lật đổ bà. Họ tin rằng vua nhỏ Ptolemaios XIII rất dễ bị lộng quyền, và thành lập hội đồng chấp chính. Kleopatra tìm cách làm loạn ở quan Pelusium nhưng nhanh chóng bị buộc rời Ai Cập, cùng với người em Arsinoe IV.
Trong lúc này, nội chiến bùng nổ ở Cộng hòa La Mã. Khi tướng Pompey bị Julius Caesar đánh bại ở Pharsalus vào tháng 8 năm 48 TCN, phải trốn sang Alexandria, và đã bị Ptolemaios XIII ám sát để lấy lòng Caesar. Caesar quá tức giận về sự xảo trá của Ptolemaios, mà xâm chiếm Ai Cập, tự mình làm trọng tài giải quyết tranh chấp giữa Kleopatra và Ptolemaios. Trong một cuộc chiến sau đó, một phần thư viện Alexandria bị cháy. Caesar sát hại Pothinos, Achillas bị Ganymede giết, và Ptolemaios chết đuối khi chạy trốn.
Kleopatra bấy giờ trở thành vua duy nhất của Ai Cập, và cưới người em Ptolemaios XIV. Dù vậy, để cứu vãn ngôi báu bà đã quyến rũ Caesar bằng sắc đẹp và trí thông minh. Mối quan hệ mùa đông 48 - 47 TCN giữa Kleopatra và Caesar có kết quả là một đứa con trai tên Ptolemaios Caesar (tức Caesarion hay "Caesar nhỏ") ra đời. Về sau, Ptolemaios XIV bị Kleopatra ám sát, và Kleopatra lập Ptolemaios XV Caesarion - được phong là "Vua của các vua" - lên đồng trị vì.
Năm 44 TCN, Caesar bị ám sát. Năm 41 TCN Kleopatra lại có quan hệ với một danh tướng La Mã khác là Marcus Antonius và có ba đứa con với nhau. Năm 31 TCN, cuộc nội chiến nổ ra giữa Marcus Antonius và cháu của Caesar là Octavian bùng nổ. Năm 31 TCN, quân của Marcus Antonius và Kleopatra bị đánh đại bại trong trận Actium ngoài khơi. Sau đó, Kleopatra về cung điện và dùng một con rắn độc tự sát. Octavian chiếm được Ai Cập, xử tử Caesarion và thời kì Ai Cập thuộc La Mã bắt đầu.

## Sự cai trị

### Chủng tộc và ngôn ngữ
Người Macedonia nắm giữ quyền chính trị và quân sự cao nhất trong lãnh thổ. Thứ đến là các sắc dân khác thuộc tộc Hy Lạp (Arcadia, Crete, các thành bang Hy Lạp), giữ các chức vụ cao trong chính quyền trung ương và chính quyền địa phương. Người tộc Hy Lạp được miễn làm xâu và miễn đóng thuế thân. Tiếp đến là người các rợ: Thrace, Mysia, Galatia, Lycia, Lybia, người tộc Semites, đặc biệt là người Do Thái có nhiều quân đánh thuê được ưu đãi. Người Ả Rập (thuộc tộc Semites) và người Ba Tư cũng có mặt khá đông đảo. Thấp nhất là người Ai Cập. Trong khi lính của các binh chủng ưu tú người Macedonia mỗi người được cấp 100 aroure. đất, các binh chủng dị tộc mỗi người được từ 25 đến 70 aroure đất, lính thuộc chủng tộc Ai Cập chỉ được mỗi người từ 5 đến 7 aroure đất mà thôi.
Ngôn ngữ hành chính trong lãnh thổ là tiếng Hy Lạp. Tiếng Ai Cập được cho phép dùng, nhưng các giấy tờ, văn kiện đều phải được kèm theo với ít nhất là một bản tóm tắt bằng tiếng Hy Lạp.
Người Do Thái sinh sống rất đông đảo tại Alexandria. Trên đất Ai Cập, họ nói tiếng Hy Lạp, vì sau một hai đời di cư họ đã quên tiếng nguồn gốc. Kinh sách đạo Do Thái họ chỉ biết qua bản dịch bằng tiếng Hy Lạp. 

### Vua
Các vua nhà Ptolemaios đều xưng là "pharaon" đối với người Ai Cập và xưng là "basileos" (Quốc vương) đối với người tộc Hy Lạp. Hoàng hậu hoặc nữ hoàng xưng là "basilissa" với người tộc Hy Lạp.
Theo tín ngưỡng Ai Cập, "pharaon" phải là con của "pharaon", hoặc là con của thần linh. Họ thường dựng lên những huyền thoại là thần hiện đến ăn nằm với hoàng hậu mẹ, và sau khi hoàng hậu mẹ hạ sinh vị pharaon tương lai thì có sự công nhận đứa bé là "Thánh vương" do chư thần. Người ta tìm thấy một quyển tiểu thuyết tiếng Hy Lạp viết vào thế kỷ III, kể rằng pharaon Nectanebo II của Vương triều thứ 30, sau khi bị quân Ba Tư truất phế và đánh đuổi, đã dùng pháp thuật hiện sang Macedonia, với khuôn mặt của thần Amon, giao hoan với hoàng hậu Olympias để sinh ra vua Alexandros Đại đế.
Khi làm lễ đăng quang, các pharaông - quốc vương, nữ hoàng nhà Ptolemaios đều nhận được một "tên cúng", hoặc "linh hiệu", mà họ sẽ được quốc dân thờ cúng ngay trong lúc còn sống. Tên đó luôn được gắn liền với tên thần Alexandres (tên Ai Cập của Alexandros Đại đế), và vài vị thần khác. Các công văn, hợp đồng trong nước phải biên linh hiệu của quốc trưởng đang tại ngôi. Càng về sau, các "linh hiệu" càng dài, nên các chưởng khế viết tắt, ngày nay đọc không hiểu được nữa.

### Cung đình
Một số chức trong triều đình và trong cung cấm còn được biết đến ngày nay là : 
- Tể tướng
- Hypomnématographe lo việc tuyển dụng nhân viên và chép lại những sự kiện đã xảy ra liên quan đến hoàng gia
- "Dioécète" tương đương với bộ trưởng tài chính, được phụ tá bởi chức "trưởng ty kế toán"
- Vị trưởng toà của thành phố Alexandria giữ vai trò bộ trưởng tư pháp
- Thị vệ trưởng
- Chủ mã quan
- Ngự thiện
- Thái y
- Thái phó

Ngoài ra, quyền thống lĩnh giới tu sĩ và quân đội nằm trong tay quốc vương.

### Hành chính
Lãnh thổ Ai Cập được chia làm 3 nome, mỗi nome do một vị nomarch cầm đầu. Vùng châu thổ sông Nile, nơi sông này tẻ ra các nhánh chảy ra bể, là một nome. Hai nome kia là dải đất dài nằm hai bên sông Nile, từ nơi sông tẻ nhánh cho đến biên giới phía nam.
Các thành phố của tộc Hy Lạp như Naucratis, Ptolemais và Alexandria có quy chế riêng và có lẽ không trực thuộc quyền của nomarch. Thành phố lớn của người Ai Cập ở phía nam là Thebes và vùng phụ cận cũng có đơn vị hành chính riêng là Perithebes.
Mỗi nome chia thành nhiều toparchy, do các viên toparch cầm đầu. Đơn vị hành chính nhỏ nhất là làng, do chức comarch cầm đầu.
Những vị nomarch được giúp đỡ bởi chức basilicogrammate (bí thư của quốc vương). Ở cấp huyện và làng có topogrammate (bí thư huyện) và comogrammate (bí thư làng).
Mỗi viên chức thường nghe lệnh cấp trên như nô lệ nghe lệnh chủ, và cư xử như bạo chúa đối với cấp dưới.

## Văn minh
Đóng góp lớn nhất của nhà Ptolemaios cho nền văn minh nhân loại là việc sáng lập, phát triển và gìn giữ Museion (được La-tinh hóa và Anh hóa thành Museum) của Alexandria. Chức năng chính của Museum vốn không phải là nơi tàng trữ cổ vật nên gọi là "Viện Bảo Tàng" không hợp lắm. Tên gọi Museion có nghĩa là "Cung điện của 9 vị Muse thần nàng thơ" trong thần thoại Hy Lạp. Trong Museum lúc đầu có một viện đại học, một viện hàn lâm và thư viện Alexandria, nên có lẽ gọi Museum là "Viện Văn Hóa và Nghệ thuật" phù hợp hơn.
Vua Ptolemaios I Soter và các vua kế tiếp vốn trọng sự học và hay chiêu hiền đãi sĩ nên các danh tài bác học người Hy Lạp từ hai châu Âu Á di cư đến Alexandria khá nhiều. Nhà bác học Euclid (325 TCN - 265 TCN), được người Âu Mỹ coi là cha đẻ của môn hình học, sinh quán có lẽ gần thành Athena, đã đến sinh sống ở Alexandria nhiều năm nên sau đó ông được gọi là "Euclid của Alexandria". Ông đã mở một trường dạy toán trong khuôn viên của "Museum" Alexandria. Ông cũng để lại sách về cơ học, quang học và thiên văn học.
Thừa lệnh vua Ptolemaios I Soter, học giả tu sĩ Manetho của Sebennytos đã soạn một bộ lịch sử Ai Cập, nhan đề "Aegyptiaca", gồm 30 quyển, nói về 30 triều đại đã trị vì Ai Cập trước Alexandros Đại đế.
Nhà thơ Apollonius của Ródos, tác giả của thiên anh hùng ca Argonautica, nói về thần thoại chàng Jason và những anh hùng Argonautes đi tìm Bộ Lông Trừu Vàng, được mời làm người viện trưởng đầu tiên của thư viện Alexandria.
Người viện trưởng thứ nhì của thư viện là nhà bác học Eratosthenes của Cyrene, được vua Ptolemaios III Euergetes mời giữ chức năm 236 TCN, kiêm chức thái phó dạy thái tử. Erathostenes đã tiếp nối công trình tìm hiểu lịch sử Ai Cập của Manetho và lập một niên biểu các vua vùng Thebes. Ông cũng soạn một niên biểu lịch sử thế giới kể từ chiến tranh thành Troia trở đi. Ông cũng đã vẽ bản đồ thế giới, nêu khái niệm đường xích đạo, quy định hệ thống kinh tuyến và vĩ tuyến. Ông đã được cho xây một đài thiên văn, được coi là đài thiên văn đầu tiên trên thế giới, có lẽ cũng trong khuôn viên "Museum" Alexandria. Ông đã nghiên cứu hơn 675 ngôi sao, và lập bảng tính các ngày tháng nhật thực và nguyệt thực.
Erathosthenes nhận thấy ở vùng thành Syene (nay là Aswan), vào ngày hạ chí, lúc mặt trời đứng bóng, ánh nắng soi toàn bộ các đáy giếng nước, trong khi tại Alexandria thì ngày đó lúc đó các cây tiêm bi vẫn còn chút bóng ngắn. Qua các kiến thức thiên văn và lượng giác học của ông, và các công trình đo đạc khoảng cách Aswan - Alexandria của một chuyên viên bematist, ông tuyên bố rằng quả đất có hình cầu với chu vi là 252.000 stadion (tức khoảng 39.375 km, con số ước tính ngày nay là 40.075,02 km).

## Alexandria một thời vàng son

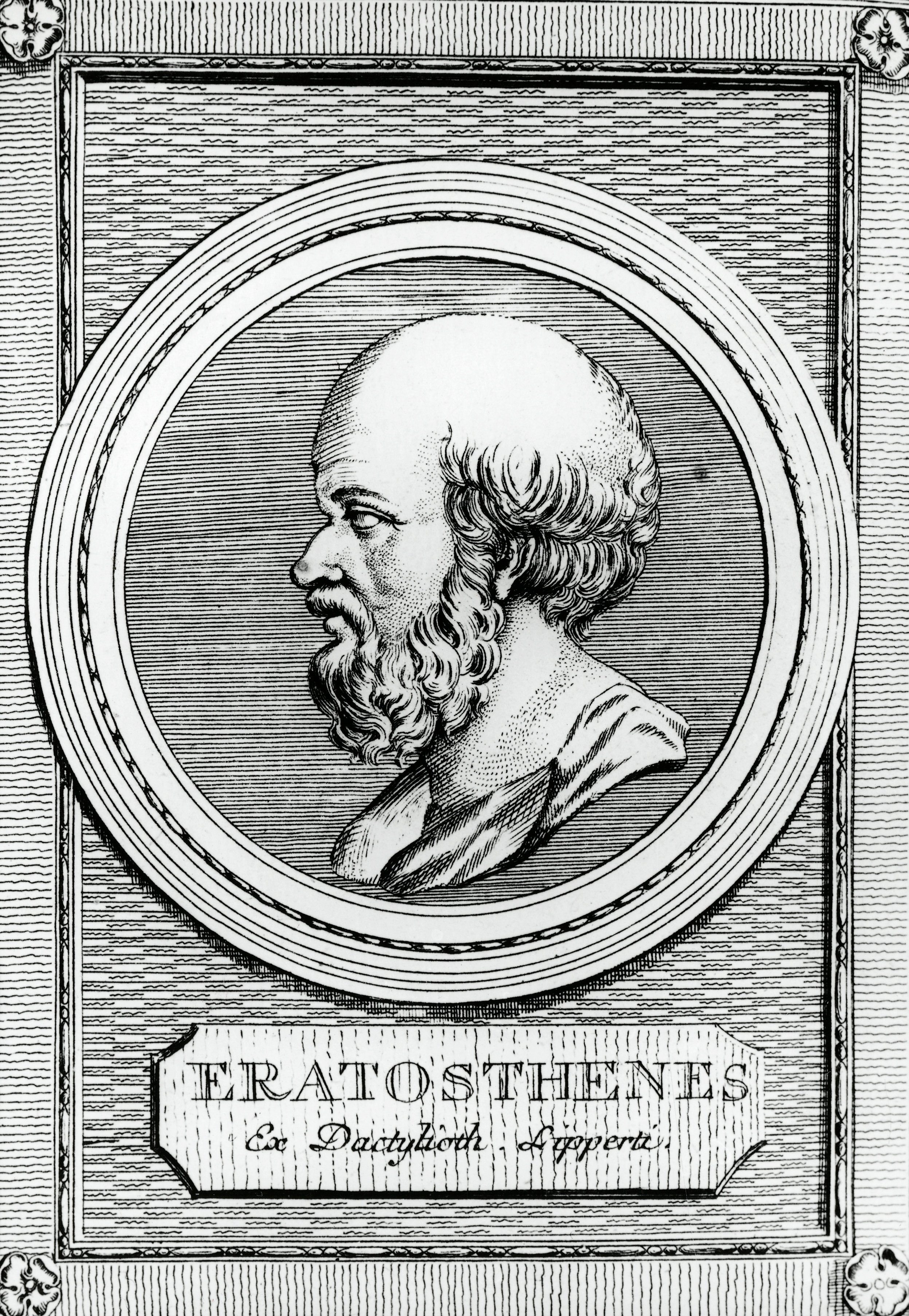
Nhà khoa học Eratosthenes

Vào khoảng năm 230, sau một thế kỷ được các minh quân cai trị, mà không bị chiến tranh tàn phá, dân số Alexandria đã lên đến khoảng 1 triệu người. Đó là thành phố đông dân nhất của thế giới mà người Hy Lạp - La Mã biết đến thời đó.
Đường sá Alexandria rộng và thẳng. Có nhiều tượng đá trắng, tượng Hy Lạp, tiêm bi (obelisk) Ai Cập, nhà hát, trường đua ngựa, vườn hoa, chợ, nhà tắm công cộng, một hội trường forum và một sân vận động lớn.
Khu "vương thành" có nhiều cung điện, có lăng Alexandros Đại đế, lăng mộ các vua Ptolemaios đầu, các văn khố quốc gia, một nhà hát và một giảng đường (amphitheater), nhiều đền thờ nhỏ rất đẹp và một đền lớn thờ thần Poseidon của Hy Lạp.
Bến tàu, gần những toà nhà màu trắng của "Museum", nhìn ra ngọn hải đăng Alexandria, kỳ quan thứ bảy của thế giới, tiếp đón các thuyền buôn đến từ các thành phố người Hy Lạp, người Phoenix ở Liban, đế quốc Carthage ở Bắc Phi và đế quốc đang hưng khởi La Mã. Nếu như dân số và sự giàu có của Alexandria có thể không hơn Pataliputra thủ đô của A-dục vương hay Hàm Dương kinh đô nước Tần, điều không thể tranh cãi được là Alexandria là thành phố hải cảng lớn và thịnh vượng nhất thế giới lúc bấy giờ.

## Cuộc tranh đấu giành chủ quyền của người Ai Cập

### Cuộc khởi nghĩa đầu tiên
Khi nhà Ptolemaios chuẩn bị đánh trận Raphia năm 217 TCN thì họ đã tuyển rất nhiều quân Ai Cập, lại luyện tập cho họ trận phalanx là chiến pháp lợi hại nhất của Alexandros Đại đế. Theo sử gia Polybius, ngay sau trận đó, người Ai Cập tự tin là đã đủ sức vùng thoát ách đô hộ, và tức thời khởi nghĩa. Không rõ vị thủ lĩnh của cuộc khởi nghĩa này là ai, nhưng nhiều trận đánh khốc liệt đã xảy ra cho đến năm 206 TCN, thời điểm bắt đầu cuộc khởi nghĩa của Hugronaphor và Ankhmakis.

### Cuộc khởi nghĩa ở miền Thượng Ai Cập (205 TCN - 183 TCN)
Năm 205 TCN, Hugronaphor (Harmachis) người Ai Cập phất cờ khởi nghĩa ở miền Thượng Ai Cập. Ông lên ngôi pharaon, và triều đại ông được các sử gia xếp là vương triều thứ 35.
Năm 197 TCN, Hugronaphor mất. Con trai ông (?), Ankhmakis (Chaonnophris) lên thay. Ankhmakis chiếm được thêm nhiều vùng đất, có lúc làm chủ đến 80% lãnh thổ Ai Cập. Nhưng sau đó ông bị quân nhà Ptolemaios đánh bại, phải rút lui về Thebes. Cuối cùng, vua Ankhmakis bị tướng nhà Ptolemaios là Conanus bắt sống.
Vua Ankhmakis bị bắt năm 186 TCN, nhưng một số tướng lãnh còn cầm cự thêm ít lâu. Thành phố Sais ở châu thổ miền bắc chỉ bị nhà Ptolemaios tái chiếm năm 184 TCN hoặc 183 TCN.

### Các cuộc khởi nghĩa khác
Giai đoạn chiến tranh giành độc lập 217 - 183 TCN tuy không đạt được kết quả mong muốn, nhưng sự phẫn nộ của người bản xứ cũng khiến nhà Ptolemaios nhượng bộ. Họ cho nhiều người Ai Cập làm quan tại triều đình, hoặc làm tướng ra trận mạc để đàn áp nghĩa quân Ai Cập. Vào thời điểm chiến tranh Syria lần thứ sáu (170 TCN - 168 TCN), một người Ai Cập làm quan tại triều là Dionysios Petoserapis nhân cơ hội hai vua nhà Ptolemaios tranh ngôi, nổi lên tại thủ đô Alexandria, phối hợp với các lực lượng người bản xứ khắp nơi trong nước. Nhưng hai anh em vua nhà Ptolemaios biết đoàn kết đúng lúc, hợp lực đánh bại được Dionysios Petoserapis.
Nhiều người Ai Cập yêu nước chạy sang trú ở xứ Nubia phía nam lập căn cứ quân sự. Vì vậy vua Ptolemaios VI Philometor đem quân sang lập thuộc địa ở xứ này, nhưng không thành công. Người Ai Cập nhiều lần nổi dậy từ miền nam, khu vực thành phố Thebes, chẳng hạn như vào năm 88 TCN, năm 48 TCN và năm 40 TCN, nhưng cũng không thành công.